# بريستول-مايرز سكويب
بريستول-مايرز سكويب (بالإنجليزية: Bristol-Myers Squibb)‏ هي شركة دواء أمريكية يقع مقرها في مدينة نيويورك. تقوم الشركة بتصنيع الأدوية في العديد من المجالات العلاجية بما في ذلك: السرطان، فيروس نقص المناعة، الأمراض القلبية الوعائية، السكري، التهاب الكبد، التهاب المفاصل والاضطرابات النفسية. وتتمثل مهمتها في «اكتشاف وتطوير وتوزيع الأدوية المبتكرة التي تساعد المرضى في التغلب على الأمراض الخطيرة». في سبتمبر 2020، وصل العائدات السنوية للشركة إلى 39.3 مليار دولار.